# 300 (getal)
300 (driehonderd) is het natuurlijke getal tussen 299 en 301.

## In de wiskunde
Driehonderd is
- Een driehoeksgetal
- De som van een priemtweeling (149 + 151)
- De som van tien opeenvolgende priemgetallen (13 + 17 + 19 + 23 + 29 + 31 + 37 + 41 + 43 + 47).
- Een Harshadgetal.

## Overig
Driehonderd is ook
- Een waarde uit de E-reeks E24
- De film 300 van Zack Snyder